# Ульбанский залив
Ульбанский залив — мелководный внутренний залив залива Академии (Охотское море).

## Географическое положение
Ульбанский залив находится в Охотском море, Хабаровский край, Тугуро-Чумиканский район, водно-болотные угодья Дальнего Востока России. Является внутренним заливом залива Академии, расположен между полуостравами Тохареу и Тугурским. Длина составляет 90 км, ширина — 47-55 км. Общая площадь акватории — 2100 км². Берега залива гористые. В зимний период (с октября по июнь) залив замерзает.

## Физико-географическая характеристика
Залив поделён на две части косой Бетти, восточная часть более крупная и глубокая, западная — с меньшей глубиной, до 10 м и глинистыми осушками. Вдоль берега этой части находятся заболоченные низменности, которые пересекают реки Ульбан и Сыран. Особенностью акватории являются сильные приливы (подъём воды до 5 м).
Берега залива имеют разнообразный морфологический облик, но преобладают высокие денудационно-абразионные уступы, достигающие максимума на отрогах береговых горных массивов.
«Край материка, ограждающий Охотское море с юга, состоит из крутых гор <…>. Они почти всегда представляют отвесные или нависшие стремнины… выступающие из береговой линии в виде многочисленных мысов» из работ Миддендорфа. Обрывы формируются под воздействием денудации, ветровых волн, льда и лавин. Состав пород с северо-западной стороны в основном представлен магнетическими отложениями (верхнемеловыми андезитами с содержанием гранитов и гранодиоритов). На юго-востоке и юге преобладают невысокие равнинные горы с большим количеством рек. Состав их представлен авлеролитами и юрским песчаником.

## Климат
Климат окрестностей залива умеренно-континентальный. Средняя температура января −19 — −23°С, июля — 11 — 13 °С. Снег держится 195—100 дней. Среднегодовое количество осадков — 589 мм.

## Фауна
Данная местность является крупнейшей ветвью миграционного пути птиц Восточной Азии. В эти периоды можно наблюдать таких птиц как: куликов, уток и гусей. На побережьях заливов обитают: бурый медведь, лось, северный олень, выдра (Lutra lutra), лисица, горностай, соболь.
В заливы во время нереста лососевых заходят тюлени и белуха, в летний период — киты.

## Флора
Так как вегетативный период короткий, то флора представлена не очень большим количеством представителей: лапчатки земляниковидной, гвоздики ползучей, родиолы розовой, желтушника Палласа, полыни северной, живучника камчатского, норичника амгуньского, эндемики — зорьки аянской, остролодочника Траутветтера и Тилинга, валерианы аянской, астрокодоном распростертым и овсяницей мягчайшей.

## Дополнительная информация
По критериям Рамсарской Конвенции
«1- является репрезентативным участком мелководных морских и водно-болотных экосистем Охотского моря и находится в близком к естественному состоянии; 2 — обеспечивает существование ряда редких видов птиц; 5 — является местом массовых остановок птиц во время сезонных миграций».